# ラジオ文庫
『ラジオ文庫』（ラジオぶんこ）は、IBC岩手放送（IBCラジオ）で1999年4月から2010年10月2日まで放送され、2015年4月4日より放送を再開した朗読番組。この項では以降便宜的に、2010年までの放送を「第1期」、2015年からの放送を「第2期」と表記する。

## 概要
第1期は岩手県出身作家である内海隆一郎の短編集『人びと』シリーズの中から一編を取り上げていた。
第2期は畠山健二の『本所おけら長屋』を取り上げている。朗読は大塚富夫（IBCアナウンサー）、後藤のりこ（元IBCアナ、のちフリーアナウンサー）。2017年3月までは吉田瑞穂（元アナウンサー、のち同テレビ局編成業務部所属）が出演していた。
2007年11月5日からIBCのポッドキャストサービス「IBC Podcasting」にて、放送された番組が無料で配信されていたが、諸事情により2009年9月末で無料配信は終了し、以降の回は有料配信となっている。
第2期は、2023年3月1日よりオーディオブックによる有料配信が開始された。それ以前は、番組サイトから無料で配信していた。

## 放送時間の変遷

### 第1期
- 日曜 9:10 - 9:30（1999年4月 - 2006年3月）
- 日曜 5:10 - 5:30（2006年4月 - 2009年3月）
- 土曜 7:25 - 7:45（2009年4月 - 2010年10月）

2006年1月にはカシオペアFMでの再送信も開始したが、放送枠の移動に伴い同年3月に一旦終了。その後、2009年4月から再送信が再開された。

### 第2期
- 土曜 8:45 - 9:00、再放送同日15:30 - 15:45（2015年4月 - 不明）
- 月曜 12:45 - 13:00（不明 - ）

カシオペアFMでは放送なし。